# Groupe Nickelodeon
Le Groupe Nickelodeon, aussi connu sous le nom de Nickelodeon Networks Inc., est une entreprise américaine de divertissement pour enfants, détenue par Paramount Global via sa division Paramount Media Networks qui supervise des chaînes de télévision par câble (dont son service phare Nickelodeon), son studio d'animation interne, et Paws, Inc.

## Histoire

### 2002–2009
Nickelodeon Networks se fonde en 2002 après que MTV Networks (désormais Paramount Media Networks) fusionne les opérations commerciales de Nickelodeon, Nick at Nite et Nicktoons en une seule division.
Le 4 janvier 2006, Herb Scannell démissionne de Nickelodeon. Cyma Zarghami est nommée à sa place en tant que présidente du nouveau Kids & Family Group, qui inclut Nickelodeon, Nick at Nite, Nick Jr., TeenNick, Nicktoons, TV Land, CMT, et CMT Pure Country.
En 2007, Nickelodeon conclut un accord de développement de quatre ans avec Sony Music pour produire des émissions télévisées thématiques sur la musique pour le réseau, afin d'aider à financer et lancer des albums associés, et de produire des chansons originales pour bandes sonores pouvant être publiées en tant que singles. The Naked Brothers Band, une série rock-mockumentary qui raconte l'histoire d'un groupe de rock préadolescent dirigé par deux frères réels qui écrivent et interprètent les chansons, est diffusée de 2007 à 2009 ; elle connaît un succès auprès des enfants âgés de 6 à 11 ans. En février 2007, la chanson du groupe "Crazy Car" figure dans le Billboard Hot 100, et les albums des bandes sonores des deux premières saisons, chacun signé chez Columbia Records, se retrouvent dans le Billboard 200. La seule série approuvée produite dans le cadre du partenariat avec Sony Music, Victorious, est diffusée de 2010 à 2013. Une sitcom à thème musical similaire, Big Time Rush, est diffusée de 2009 à 2013, et présente un partenariat similaire avec Columbia Records ; cependant, Columbia ne s'occupe que de la musique de la série, et Sony Music s'implique dans la production de la série au milieu de la première saison. Cela devient la deuxième série en direct la plus réussie de Nickelodeon après iCarly ; Big Time Rush attire 6,8 millions de téléspectateurs pour ses débuts officiels le 18 janvier 2010, établissant un nouveau record en tant que première de série en direct la mieux notée de l'histoire de la chaîne.

### 2009–présent
Le 1er février 2009, Nickelodeon supprime le bloc TeenNick, car le nom est bientôt utilisé pour sa propre chaîne.
Le 29 juillet 2009, Nickelodeon dévoile un nouveau logo qui est mis en place vers la fin de l'année, conçu par le directeur créatif/designer Eric Zim basé à New York. Cela fait partie d'une année dédiée à renforcer l'identité de la marque. Le logo vise à créer une apparence unifiée qui peut mieux être véhiculée à travers toutes les chaînes pour enfants de MTV Networks. Le nouveau logo fait ses débuts le 28 septembre 2009, sur Nickelodeon, Nick at Nite, et Nicktoons, ainsi que sur les nouvelles chaînes TeenNick (nommée d'après le bloc TEENick) et Nick Jr. Channel (nommée d'après le bloc Nick Jr. en cours).
Le logo mot-symbole reçoit un fond de dirigeable les jours précédant les Kids' Choice Awards 2010 et 2011 Kids' Choice Awards pour correspondre au prix remis lors de la cérémonie ; à partir de la semaine du 7 septembre 2010, le logo mot-symbole est entouré d'un design de tache (comme dans le logo utilisé de 2005 à 2009) pendant les nouveaux épisodes des séries originales de Nickelodeon. Le nouveau logo est adopté au Royaume-Uni le 15 février 2010, en Espagne le 19 février 2010, en Asie du Sud-Est le 15 mars 2010, en Amérique latine le 5 avril 2010, en Inde le 25 juin 2010 et sur le bloc ABS-CBN "Nickelodeon on ABS-CBN" aux Philippines le 26 juillet 2010. Le 2 novembre 2009, une version canadienne de Nickelodeon est lancée, en partenariat entre Viacom et Corus Entertainment (propriétaires de YTV, qui a diffusé et continue de diffuser les séries de Nickelodeon) ; par conséquent, des versions de Nickelodeon existent désormais dans la plupart de l'Amérique du Nord.
En octobre 2009 et septembre 2010, respectivement, Viacom intègre Teenage Mutant Ninja Turtles et Winx Club dans la famille Nickelodeon en achetant les deux franchises. Nickelodeon Animation Studio produit une nouvelle série Turtles en CGI et de nouvelles saisons de Winx Club avec des séquences en CGI. Les deux productions font partie de la stratégie de Nickelodeon pour relancer deux marques établies pour de nouveaux téléspectateurs : TMNT vise un public de garçons âgés de 6 à 11 ans, et Winx s'adresse au même groupe d'âge de filles. En février 2011, Viacom achète un tiers de Rainbow SpA, le studio italien qui a introduit Winx Club. L'achat est évalué à 62 millions d'euros (83 millions de dollars) et conduit à de nouvelles émissions co-développées par Rainbow et Nickelodeon, notamment My American Friend et Club 57. Toujours en 2011, Nickelodeon lance House of Anubis, une série basée sur la série de Nickelodeon Pays-Bas Het Huis Anubis, qui devient la première série scénarisée originale diffusée en quotidien (similaire au format feuilleton). Produite au Royaume-Uni, elle est également la première série originale de la chaîne phare américaine à être produite entièrement en dehors de l'Amérique du Nord.
En 2011, la domination de longue date de Nickelodeon parmi toutes les chaînes de câble pour enfants commence à vaciller : elle est la chaîne de câble la mieux notée au cours du premier semestre de cette année, seulement pour voir son audience connaître une forte baisse à deux chiffres à la fin de 2011, décrite comme "inexplicable" par la direction de Viacom. La chaîne ne connaît une augmentation des audiences hebdomadaires qu'en novembre 2012 (avec une audience se rétablissant lentement après ce point) ; cependant, sa série de 17 ans en tant que réseau câblé le mieux noté en audience journalière totale est brisée par Disney Channel au cours de cette année. Vers la fin de 2012, Nickelodeon effectue un changement radical en annulant et/ou mettant fin à ses émissions pour adolescents (How to Rock, iCarly, Victorious, Bucket & Skinner's Epic Adventures, Supah Ninjas, Life With Boys et Big Time Rush) en faveur de nouvelles émissions destinées à un public plus jeune,. Le 17 juillet 2014, le réseau diffuse la première Kids' Choice Sports, un dérivé des Kids' Choice Awards qui honore les athlètes et les équipes de l'année précédente dans le domaine du sport.
Depuis 2016, le réseau commence à produire des téléfilms basés sur ses anciennes propriétés, y compris celles de Legends of the Hidden Temple, Hey Arnold!, Rocko's Modern Life, et Invader Zim. Les deux premiers sont diffusés sur la chaîne Nickelodeon, tandis que les deux derniers sont diffusés en août 2019 sur Netflix.
En juin 2018, Cyma Zarghami démissionne de son poste de présidente de Nickelodeon, après 33 ans de travail au sein du réseau. En octobre 2018, le co-créateur de All That Brian Robbins lui succède en tant que président de Nickelodeon.
En janvier 2019, Viacom acquiert le service de streaming Pluto TV, qui lance depuis plusieurs chaînes de marque Nickelodeon[réf. nécessaire]. En août, Viacom acquiert les droits de la franchise Garfield, avec des plans pour une nouvelle série télévisée animée. Plus tard cette année-là, Viacom signe un accord de production de contenu pluriannuel avec Netflix pour produire plusieurs films et séries originaux basés sur les propriétés de Nickelodeon,,.
Après que Viacom fusionne à nouveau avec CBS Corporation pour former ViacomCBS à la fin de 2019, il est annoncé que le contenu de Nickelodeon serait disponible en streaming sur CBS All Access,,. Le service de streaming est relancé sous le nom de Paramount+ le 4 mars 2021, avec le spin-off de SpongeBob SquarePants Kamp Koral et The SpongeBob Movie: Sponge on the Run diffusés sur le service le même jour. Tout au long de 2021, Paramount+ annonce et lance de nouveaux programmes basés sur les propriétés de Nickelodeon, y compris une série dérivée en direct de The Fairly OddParents qui débute en mars 2022, un reboot en CGI de Rugrats, et une série dérivée de iCarly.
CBS Sports commence à s'associer à Nickelodeon pour sa couverture de la National Football League, avec Nickelodeon diffusant une version spéciale d'un match de playoff Wild Card 2021 sous la bannière NFL on Nickelodeon,. Nickelodeon figure également en bonne place dans la propre couverture par CBS du Super Bowl LV plus tard cette année-là, avec une programmation et un contenu spéciaux relatifs au match lui-même. La NFL prolonge son partenariat avec Nickelodeon en leur permettant de diffuser un autre match Wild Card en janvier 2022, ainsi qu'une émission hebdomadaire de faits saillants animée par Nate Burleson de CBS et Dylan Gilmer de Tyler Perry's Young Dylan. Nickelodeon diffuse son premier match de saison régulière en 2022, avec les Denver Broncos affrontant les champions en titre du Super Bowl, les Los Angeles Rams, dans le cadre du programme de Noël de la NFL.

## Unités
- Nickelodeon
  - Nick at Nite
- Nick Jr.
  - Noggin
- Nicktoons
- TeenNick
- NickMusic
- Nick.com
- Nickelodeon Movies
- NickOnBoard – une chaîne de télévision réservée aux croisières lancée le 14 avril 2019.
- Nickelodeon Productions
- Nickelodeon Records
- Nickelodeon Animation Studio
  - Avatar Studios
  - Nickelodeon Digital
- Nickelodeon Velocity
- Paws, Inc.[33]
- Awesomeness
  - Awesomeness Ink[34]
  - Awesomeness Films[35]
  - Awesomeness News[36]
- VidCon[37]